# Tomasz Sikora
Tomasz Sikora (sinh ngày 21 tháng 12 năm 1973 tại Wodzisław Śląski) là một vận động viên hai môn phối hợp người Ba Lan.

## Tiểu sử
Tomasz Sikora về nhì ở hạng mục chạy nước rút cự ly 10 km tại Giải vô địch trẻ thế giới diễn ra tại Ruhpolding vào năm 1993. Anh gặt hái nhiều thành công, bao gồm giành giải vô địch thế giới năm 1995 (cự ly 20 km), á quân giải vô địch thế giới năm 2004 (cự ly 20 km) và giành huy chương đồng năm 1997 (hạng mục thi đấu nhóm). Ngày 25 tháng 2 năm 2006, Tomasz Sikora xếp ở vị trí thứ hai trong hạng mục xuất phát đồng loạt cự ly 15 km tại Thế vận hội mùa đông 2006 diễn ra ở Turin, giành tấm huy chương thứ hai và huy chương cuối cùng cho Ba Lan tại kỳ Thế vận hội đó.
Ngày 23 tháng 3 năm 2006, Tomasz Sikora đánh bại Ole Einar Bjørndalen với mức chênh lệch 5 điểm và giành giải IBU World Cup ở hạng mục chạy nước rút. Ngày 10 tháng 1 năm 2009, anh dẫn đầu trong bảng xếp hạng chung cuộc của các cúp thế giới. Vị trí dẫn đầu này kéo dài 42 ngày. Cuối cùng, Tomasz Sikora xếp hạng thứ hai trong mùa giải IBU World Cup 2009. Trong một cuộc bầu chọn của các huấn luyện viên đội tuyển quốc gia, Tomasz Sikora được bầu chọn là vận động viên hai môn phối hợp xuất sắc nhất năm 2009.
Tomasz Sikora tuyên bố giải nghệ sau mùa giải 2011–2012.